# Кравченко Олександр Анатолійович
Олекса́ндр Анато́лійович Кра́вченко (10 серпня 1964, Миколаїв — 9 лютого 2015, Логвинове) — молодший сержант Збройних сил України, учасник російсько-української війни.

## Життєвий шлях
Працював пожежником, вийшов на пенсію. Добровольцем вирушив на фронт, мобілізований у вересні 2014 року. Командир 3-го відділення 3-го взводу 1-ї роти 1-го батальйону 30-ї окремої механізованої бригади.
9 лютого 2015-го машина «швидкої допомоги» їхала назустріч медичному екіпажу, з яким зник зв'язок. Задорожний і Лагунов рухалися в медичному автомобілі, Кончевич — у медичному БТРі. Під час евакуації поранених з позиції «Хрест» (Дебальцеве) до Бахмута (на той час Артемівськ), машина потрапила а засідку та підірвалася на фугасі поблизу села Логвинове, після чого була розстріляна прямим наведенням. Сергій Кацабін загинув разом з екіпажем санітарної машини Анатолієм Сулімою та Михайлом Балюком й пораненим молодшим сержантом Олександром Кравченком. Тоді ж загинули Василь Задорожний, Тарас Кончевич, Дмитро Лагунов, Максим Овчарук. Одному пораненому вдалося врятуватися — його викинуло з автівки вибуховою хвилею.
23 лютого 2015-го тіло Олександра Кравченка було привезено до дніпропетровського моргу, тимчасово похований на Краснопільському цвинтарі як невпізнаний Герой.
Ідентифікований за тестами ДНК, похований 13 лютого 2016 року в Миколаєві.
Без Олександра лишилися батько, дружина, син Михайло, двоє дітей від першого шлюбу — Костянтин та Анастасія, двоє онуків — Олексій та Руслан.

## Нагороди та вшанування
- Указом Президента України № 170/2016 від 25 квітня 2016 року — орденом «За мужність» III ступеня (посмертно)[1]